# ابیش‌کند
ابیش‌کند (به لاتین: Abish-Kyand) در جمهوری آذربایجان است که در شهرستان بیله‌سوار واقع شده‌است.